# Juliana Steinbach

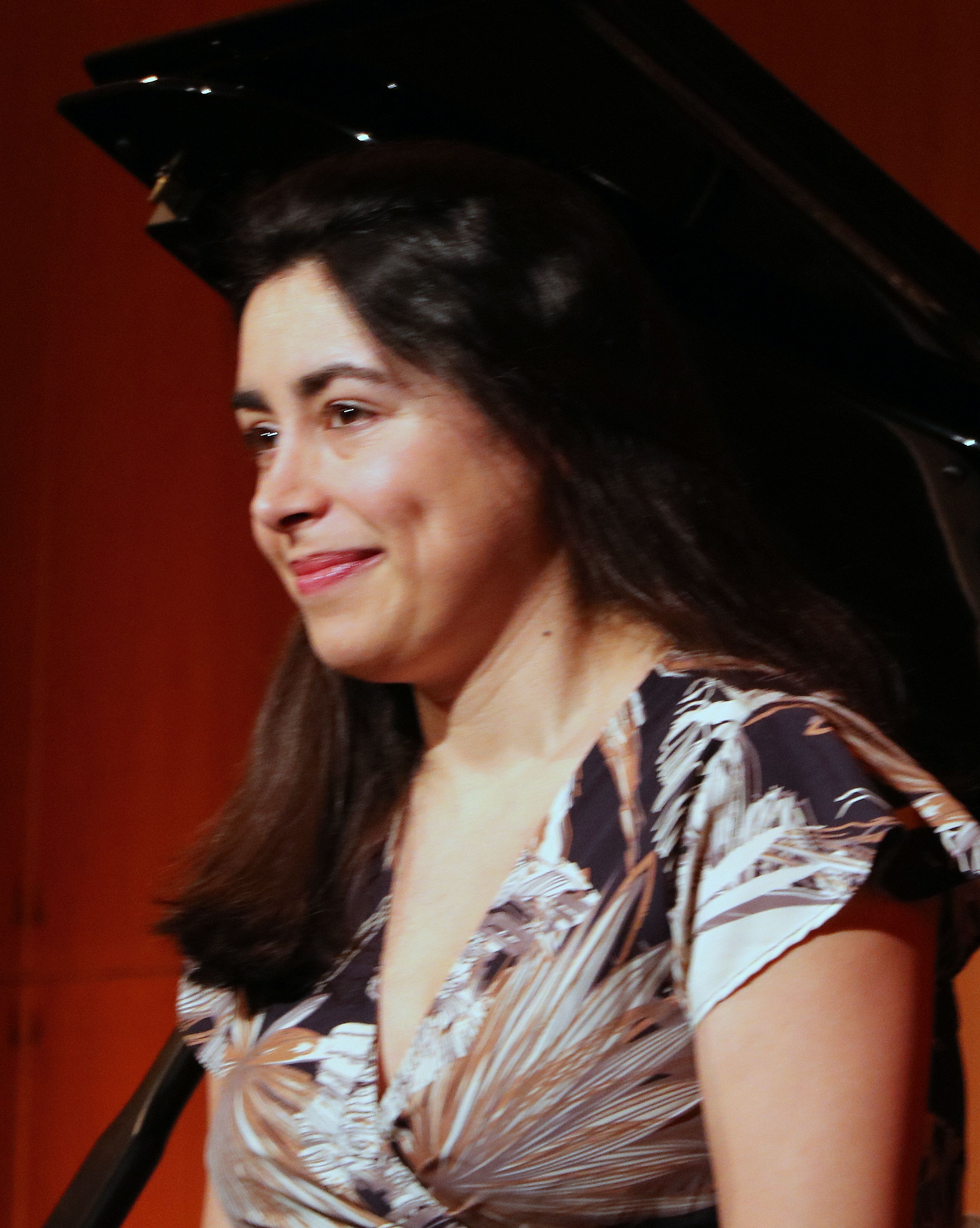
Em Nantes, 2018, no Folle Journée

Juliana Steinbach (2 de agosto de 1979, João Pessoa, Paraíba) é uma pianista franco-brasileira.

## Carreira
Inicou seus estudos no piano aos 6 anos no Conservatoire à Rayonnement Régional de Lyon, na França. Aos 17 anos entrou pra classe dos professores  Bruno Rigutto e Pierre-Laurent Aimard no Conservatoire national supérieur de musique et de danse de Paris
Obteve o Primeiro Prêmio de piano e de música de câmara e foi admitida em 2002, por unanimidade, no programa de pós-graduação como aluna de Jacques Rouvier. Nesta ocasião, foi premiada pela Alfred Reinhold Foundation com um piano de cauda Blüthner. Recebeu prêmios no Concurso Internacional de Jovens Pianistas em Meknes (Marrocos, 1996) e no Concurso Internacional Artlive, em São Paulo. Na França, Juliana recebeu o Prêmio Flame, a Bolsa de Música do Zonta International, o Primeiro Prêmio e o Prêmio Especial do Fórum Musical de Normandie.
Juliana se apresenta regularmente nas grandes salas de concerto de Paris e em outros grandes palcos europeus. Já se apresentou como solista com orquestras com a Orquestra Filarmônica de Nice, a Orquestra Sinfônica de Budapeste, Orquestra Sinfônica da Paraíba e a a Rundfunk Blasorchester Leipzig.
Sua discografia inclui – além de dois discos com obras para piano solo de Debussy e Mussorgsky – cinco gravações de música de câmara, com obras de Brahms, Shostakovich, Messiaen, Fauré, Franck, Ravel e Schumann, gravações produzidas entre 2001 e 2009 na França e na Alemanha.